# Marcin Tazbir
Marcin Tazbir (* 22. August 1988 in Piotrków Trybunalski) ist ein polnischer Schachspieler, der den Titel Großmeister (GM) trägt.

## Karriere
Tazbir erreichte 2008 den Titel Internationaler Meister (IM), im Jahr 2013 wurde ihm der Titel Großmeister (GM) verliehen.
Tazbir ist sehbehindert, sodass er, als Mitglied der International Braille Chess Association, die Blinde im Schachsport unterstützt, bereits an mehreren Turnieren für behinderte Schachspieler teilgenommen hat. Im Oktober 2017 gewann Tazbir die 3. Weltmeisterschaft für Behinderte mit sechs Punkten aus sieben Partien, wobei er den punktgleichen Deutschen Oliver Müller dank der besseren Zweitwertung auf Rang zwei verwies. Im Januar 2023 konnte er mit dem polnischen Team die erste FIDE-Schach-Olympiade für Menschen mit Behinderung gewinnen. Am ersten Brett erzielte er 4 Punkte aus sechs Partien.
2013 nahm Tazbir für Polen in der dritten Mannschaft an der European Team Chess Championship in Warschau teil. Dort erzielte er ein Ergebnis von 2,5 Punkten aus acht Partien.
Auch in der Schachbundesliga ist Marcin Tazbir aktiv. Seit der Saison 2010/2011 spielt Tazbir regelmäßig in der höchsten deutschen Spielklasse. In der Saison 2010/2011 trat er für den SV Griesheim an und erreichte ein Ergebnis von vier Punkten aus 13 Spielen. In der folgenden Saison wechselte der Pole zum Wiesbadener SV, kehrte aber bereits zur Saison 2012/2013 nach Griesheim zurück, wo er bis zum Abstieg des Vereins in der Saison 2016/17 unter Vertrag stand. Aktuell (Saison 2022/23) tritt er für den SK Zehlendorf in der zweiten Bundesliga Nord an. In der polnischen Ekstraliga spielte Tazbir von 2004 bis 2007 für SS Polfa Grodzisk Mazowiecki, 2008 für PTSz Płock, 2009 für BKS Prokonex Brzeg, 2010 für Polonia Warschau, 2017 für LKS Wrzos Międzyborów und seit 2018 für VOTUM SA POLONIA Wrocław, mit dem er 2020 polnischer Mannschaftsmeister wurde. In der tschechischen Extraliga spielte er von 2010 bis 2014 für Tatran Litovel, von 2014 bis 2016 für Mahrla Prag, in der Saison 2016/17 für AD Jičín und in der Saison 2017/18 für Moravská Slavia Brno, in der slowakischen Extraliga seit 2015 für TJ INBEST Dunajov, mit dem er 2019 Meister wurde.